# Земна ябълка
Земната ябълка, още йерусалимски артишок, гулия или топинамбур (Helianthus tuberosus), е вид тревисто многогодишно растение от семейство сложноцветни (Asteraceae). За храна се употребяват грудките на растението, които при добро почистване могат да се консумират и директно.
Ерусалимският артишок е народно средство, което има приложение при диабет и ревматизъм. Името на растението няма нищо общо с Йерусалим. То е резултат от асоциации при разпространението му в различни краища на света.

## Разпространение
Растението е родом от централните части на Северна Америка. Внесено е също в източните и западни части на Северна Америка, освен това се култивира широко в умерената зона заради клубена си, който се използва като кореноплод.

## Описание
Земната ябълка израства на височина от 1,5 до 3 метра. Листната ѝ маса е покрита с власинки и има груба текстура. В горната част на растението тя е разположена срещуположно, а неговата долна част последователно. По-долу стоящите листа са широки, яйцевидни с дължина до 30 см, а израстващите към върха на ствола са малки и по-тесни.
Цветовете на гулията много приличат на тези на слънчогледа. Те представляват големи жълти глави, с диаметър от 5 до 10 см. Състоят се от 10 – 20 лъча и около 60 дисковидни формации. Цъфтежът е през месец октомври, а зреенето на семената през ноември.
Грудките на билката на външен вид се оприличава до известна степен на джинджифил и картоф, но на вкус са много по-хрупкави и твърди. Най-често са с неравна повърхност, с дължина от 7,5 – 10 см и дебелина 3 – 5 см. Оцветяването им варира от бледо кафяво до бяло, червено или лилаво.

## История
В началото на 1600-тната година, грудките на гулията са били широко използвани като храна от индианците и новите заселниците на Америка.
Преди пристигането на европейците, местните американци култивират H. tuberosus като източник на храна. Грудките на растението съществуват в продължение на години, след като са били засадени, така то се е разпространило от Централна Северна Америка до Източна и Западна Америка. Ранните европейски колонисти са научили за това и са изпратили грудки в Европа, където гулията е станала популярна, като бива култивирана и натурализирана там. По-късно тя постепенно попада в забвение в Северна Америка, но се опитват да я продават на пазара в края на 1900-те и началото на 2000-те години.
През 80-те години на миналия век топинамбура придобива известност в Средния Запад на САЩ, като зеленчук, който спасява семейните ферми от фалит и от недостиг на хранителни продукти. Това усилие е опит независимите земеделски производители да повишат собствената си производителност. Тогава съществува малък пазар за гулиената грудка в САЩ. Но по същото време се осъществяват контакти с производители на захар, петролни и газови компании. Фруктозата все още не е установена като естествена суровина, нито се е използвала като основна горивна единица, както е днес. Единствената реална печалба от засаждането на големи количества гулия се реализира от няколко производители през първата година от началото на процеса. В резултат на това много от фермерите, които са засадили големи количества от културата, са загубили пари.
Земната ябълка е лесна за култивиране, което изкушава градинарите просто да я оставят сама да расте и да се размножава. Дори и малко парченце от грудката да остане в почвата, то започва да се развива и размножава. По този начин се стига до неконтролирано размножаване и превръщане на билката в инвазивен вид. Тя бързо заема все по-големи и по-големи площи, като засенчва и унищожава растителността около нея. За да контролират развитието на гулията градинарите започват да използват различни препарати за борба с плевелите. За една година всеки корен може да направи допълнителни 75 до 200 клубена.